# Ametropus neavei
Espèce
Ametropus neavei est une espèce d'insectes appartenant à l'ordre des éphéméroptères.